# Biskupi Almerii
Biskupi Almerii – lista biskupów diecezjalnych hiszpańskiej diecezji Almería.

## Biskupi diecezjalni
- Juan de Ortega (1490–1515)
- Francisco Sosa (1515–1520)
- Juan González Meneses (1520–1521)
- Diego Fernández de Villalán OFM (1523–1556)
- Antonio Corrionero de Babilafuente (1557–1570)
- Francisco Briceño (1571)
- Diego González (1572–1587)
- Juan García (1597–1601)
- Juan Portocarrero OFM (1602–1631)
- Antonio Viedma Chaves OP (1631)[a]
- Martín García Ceniceros (1632)
- Bartolomé Santos de Risoba (1633)
- Antonio González Acevedo (1633–1637)
- José Valle de la Cerda OSB (1637–1640)
- José de Argáiz Pérez (1641–1645)
- Luis Venegas Figueroa (1646–1651)
- Alfonso de Sanvítores de la Portilla OSB (1651–1653)
- Enrique Peralta y Cárdenas (1654–1659)
- Alfonso Pérez de Humanares OCist (1659–1663)
- Rodrigo de Mandia y Parga (1663–1672)
- Francisco Antonio Sarmiento de Luna y Enríquez OSA (1673–1675)
- Antonio Ibarra (1675–1680)
- Juan Grande Santos de San Pedro (1681–1683)
- Andrés de La Moneda Cañas y Silva OSB (1683–1687)
- Domingo de Orueta y Caceaga (1687–1701)
- Juan Leyva (1701–1704)
- Juan Bonilla Vargas OSsT (1704–1707)
- Manuel de Santo Tomás y Mendoza (1707–1713)
- Jerónimo del Valle Ledesma (1714–1722)
- José Pereto Ricarte OdeM (1723–1730)
- José Marín y Ibáñez (1730–1734)
- Diego Felipe de Perea Magdaleno (1735–1741)
- Gaspar de Molina y Rocha OSA (1741–1760)
- Claudio Sanz Torres y Ruiz Castañedo (1761–1779)
- Anselmo Rodríguez Merino (1780–1798)
- Juan Antonio Viana OCD (1798–1800)
- Francisco Javier Mier y Campillo (1802–1815)
- Antonio Pérez Minayo (1818–1833)
- Anacleto Meoro y Sánchez (1847–1864)
- Andrés Rosales y Muñoz (1864–1872)
- José María Orberá y Carrión (1875–1886)
- Santos Zárate y Martínez (1887–1906)
- Vicente Casanova y Marzol (1907–1921)
- Bernardo Martínez y Noval (1921–1934)
- Diego Ventaja Milán (1935–1936)
- Enrique Delgado y Góme (1943–1946)
- Alfonso Ródenas García (1947–1965)
- Ángel Suquía Goicoechea (1966–1969)
- Manuel Casares Hervás (1970–1989)
- Rosendo Álvarez Gastón (1989–2002)
- Adolfo González Montes (2002–2021)
- Antonio Gómez Cantero (od 2021)[b]